# اولف بنگسون
اولف بنگسون (سوئدی: Ulf Bengtsson؛ زادهٔ ۲۶ ژانویهٔ ۱۹۶۰ - درگذشته ۱۸ مارس ۲۰۱۹) یک بازیکن تنیس روی میز اهل سوئد بود که در مسابقات کشوری و بین‌المللی در مجموع برنده ۲ مدال طلا، ۲ مدال نقره، ۳ مدال برنز شده‌است.